# حملات فوریه ۲۰۱۸ موگادیشو
حملات فوریه ۲۰۱۸ موگادیشو در روز جمعه ۲۳ فوریه با انفجار دو بمب در موگادیشو پایتخت سومالی صورت گرفت که یک بمب در نزدیکی کاخ ریاست جمهوری همراه با تیراندازی و درگیری مسلحانه و دیگری نیز در مقابل یک هتل در اطراف کاخ منفجر شدند که باعث جان باختن ۴۵ نفر و زخمی شدن ۳۶ نفر گردید. الشباب مسئولیت این حمله را برعهده گرفت.

## حمله
روز جمعه ۲۳ فوریه ۲۰۱۸ دو حمله با دو خودروی بمبگذاری شده در موگادیشو پایتخت سومالی صورت گرفت. نخستین انفجار زمانی بود که یک خودرو بمبگذاری شده می‌خواهد از ایستگاه بازرسی در نزدیکی محل اقامت رئیس‌جمهور عبور کند که با شلیک سربازان و نیروهای امنیتی مستقر در محل مواجه شده و نیروهای مهاجم نیز درگیر می‌شوند و در همان ایستگاه بازرسی و خارج کاخ ریاست جمهوری خودرو را منفجر می‌کنند.
دومین خودرو بمبگذاری شده در مقابل یک هتل در نزدیکی کاخ ریاست جمهوری در حالی که پارک شده بود منفجر شد.
در این حملات ۴۵ نفر جان خود را از دست می‌دهند و ۳۶ نفر نیز زخمی می‌شوند. گزارش داده شد پنج تن از مهاجمان نیز در این حمله کشته شدند.

## مظنونین
مسئولیت این حملات را الشباب گروه اسلام‌گرای افراطی مستقر در سومالی بعهده گرفته‌است.

## پیشینه
در ۱۴ اکتبر ۲۰۱۷ یک کامیون انفجاری باعث کشته شدن ۵۱۲ نفر گردید.